# Doñinos de Ledesma
Doñinos de Ledesma és un municipi de la província de Salamanca, a la comunitat autònoma de Castella i Lleó. Limita al Nord-oest amb Gejuelo del Barro, al Nordeste amb Ledesma, a l'Est amb Villarmayor, al Sud amb La Mata de Ledesma i a l'Oest amb Sando, Encina de San Silvestre i Villaseco de los Gamitos.